# Boós
Boós es una localidad española del municipio de Valdenebro, perteneciente a la provincia de Soria, en la comunidad autónoma de Castilla y León.

## Geografía
Pertenece al partido judicial de Burgo de Osma, Por su término discurren los ríos Sequillo y Escobosa. Se accede a la localidad por la carretera SO-P-4248 hasta el desvío de la SO-P- 4059, donde se coge la N-122.

## Demografía
| Gráfica de evolución demográfica de Boos entre 1842 y 1960 |
| |
| Población de derecho según los censos de población del INE Población de hecho según los censos de población del INEEntre el censo de 1857 y el anterior, crece el término del municipio porque incorpora a 425130 (Valverde de los Ajos) Entre el censo de 1970 y el anterior, este municipio desaparece porque se integra por partes en los municipios 42033 (Bayubas de Arriba) y 42195 (Valdenebro) |

## Patrimonio
La ermita de San Lorenzo, de estilo románico, se encuentra en ruinas. Está situada  un 1 km al suroeste de la población. Fue expoliada en septiembre de 2018. Dicha ermita pertenecía al antiguo pueblo de Boillos.

## Fiestas
Estos últimos años los vecinos de Boós proponen actividades para darle más vida al pueblo durante las épocas más vacías: Puente de la Constitución, del 6 al 8 de diciembre, Matanza realizada por todo el pueblo. Finales de mayo o principios de junio, "La Cruz del Carrascal", donde todo el pueblo se reúne en el monte a modo de romería y celebran comiendo y merendando. Del 13 al 16 de agosto, en honor a Nuestra Señora de la Asunción.